# Vincenzo Maria Coronelli

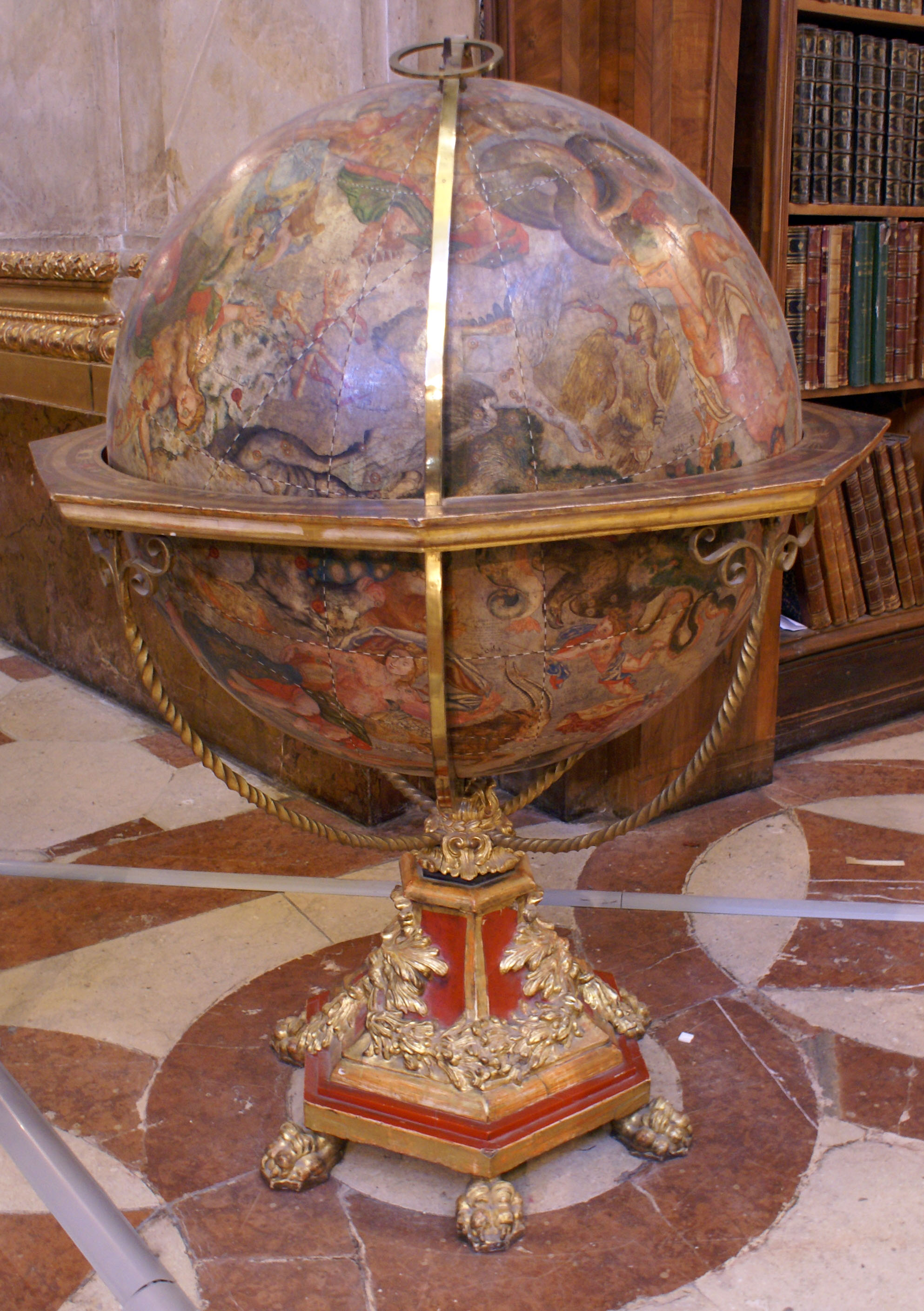
Sfera armilarna wykonana przez Coronelliego w Narodowej Bibliotece w Wiedniu

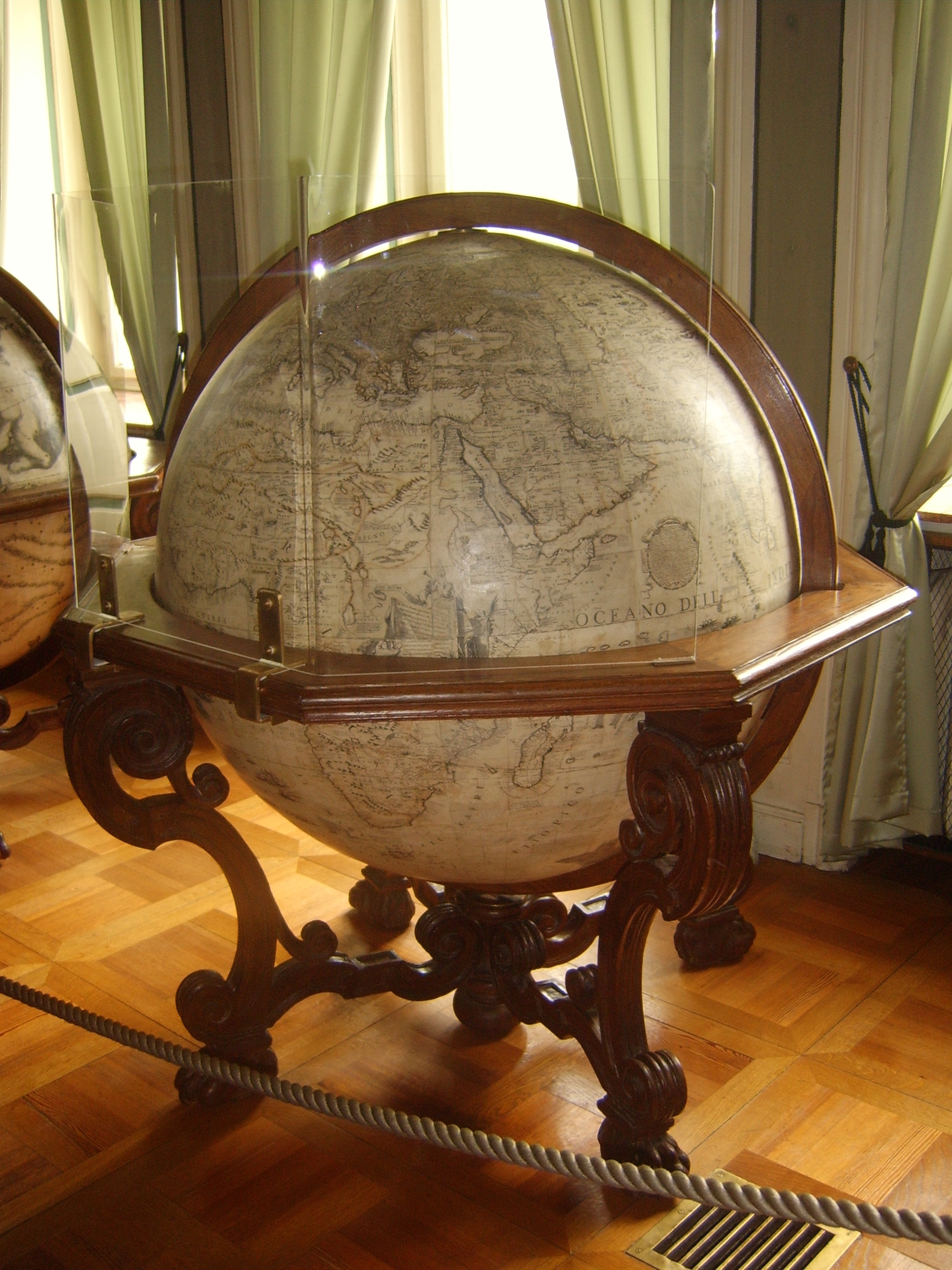
Jeden z dwóch globusów Vincenzo Coronelliego z lat 1683–1693 w muzeum w Nieborowie

Vincenzo Maria Coronelli (ur. 16 sierpnia 1650 w Wenecji, zm. 9 grudnia 1718 tamże) – włoski geograf, kartograf i encyklopedysta; franciszkanin konwentualny.

## Życiorys
Od 1683 r. kosmograf Republiki Weneckiej. W 1684 r. założył pierwsze na świecie towarzystwo geograficzne – Accademia cosmografica degli argonauti, którego członkiem był m.in. Jan III Sobieski. W 1702 r. został generałem zakonu franciszkanów konwentualnych.
Coronelli zasłynął jako konstruktor globusów (przechowywane są m.in. w wiedeńskiej Bibliotece Narodowej i w Bibliotece Narodowej w Paryżu). Jest autorem dzieł z zakresu geografii i historii, atlasów oraz map, a także nieukończonej encyklopedii powszechnej – Biblioteca universale sacro-profana.

## Dzieła
- Atlante veneto, nel quale si contiene la descrittione geografica, storica, sacra, profana, e politica, degl’imperii, regni, provincie, e stati dell’universo ... T. 1-2. Venezia 1691–1697.
- Arme, blasoni o insegne gentilitie delle famiglie patritie esistenti nella Serenissima Republica di Venetia. Venezia 1701.
- Biblioteca universale sacro-profana.
- Blasone veneto. Venezia ok. 1708.
- Cronologia universale, che facilita lo studio di qualumque storia, e particolarmente serve di prodromo alli XXXXV. volumi della Biblioteca. Venezia 1707.
- Isola di Rodi geografica-storica, antica, e moderna, coll’altre adiacenti già possedute da Caualieri Hospitalieri di S. Giouanni di Gerusalemme. Venezia 1688.
- Ritratti de’ celebri personaggi, raccolti nell’ Accademia cosmographica degli Argonauti. Venezia 1697.
- Roma antico-moderna. Venezia 1716.
- Singularita di Venezia. Venezia (ok. 1709).
- Tavola sinottica de’ cardinali dalla loro istituzione, sin’ à tutto ’l XVII. secolo. Venezia 1701.